# 예리코 회담
예리코 회담(Jericho Conference, 아랍어: مؤتمر أريحا)은 제1차 중동 전쟁에서 요르단이 점령한 팔레스타인의 향후 방안을 논의하기 위해 1948년 12월 예리코에서 열린 회담으로, 친요르단 진영에서는 동예루살렘을 포함한 서안 지구의 합병을 주장했다.

## 역사
1948년 10월 압둘라 1세는 제1차 중동 전쟁에서 요르단이 점령한 팔레스타인 지역을 합병하기 위한 단계를 밟기 시작했다. 첫 단계는 요르단 정부가 소집한 암만에서의 의회 회기로, 압둘라 1세의 지지자와 팔레스타인 난민 다수가 팔레스타인의 통일 선포와, 압둘라 1세를 팔레스타인의 왕으로 인정할 것을 요구했다.
1948년 12월 1일 예리코에서의 회담에서는 나머지 팔레스타인 영토가 실질적으로 요르단이 통치하고 있는 점을 들어, 팔레스타인의 남은 영토를 하심 왕가 밑으로 합병할 것을 주장했다. 예리코 회담에는 헤브론, 베들레헴, 라말라의 시장, 아랍 군단의 총 군정 장관, 모든 지역의 군정 장관 등이 참석했다. 총 참석자 수는 수천 명으로 추정하고 있다.
상정된 결의안은 6개였으나 4개만 통과되었다. 포함된 주요 내용은 다음과 같았다.
1. 팔레스타인 아랍인은 트란스요르단과 아랍 팔레스타인의 통일을 원하며 따라서 아랍 팔레스타인이 즉시 트란스요르단에 합병되기를 원함. 또한 압둘라 1세를 자신들의 왕으로 인정하며 스스로를 새 영토의 왕으로써 선포하기를 원함.
2. 팔레스타인 아랍인은 팔레스타인의 해방을 위한 노력에 대해 아랍 국가에게 감사를 표함. (대표단은 이 문구가 다른 아랍 국가의 역할은 끝났다는 것을 나타낸다고 밝혔다)
3. 팔레스타인 아랍 난민에 대한 자비로운 도움을 준 것에 대해 아랍 국가에게 감사를 표함.
4. 첫 결의의 의도를 왕에게 즉시 전달하기로 결의함.[3]

트란스요르단 내각과 의회는 2주 후 동의를 표시했다.

## 반응

### 지지
라말라와 나블루스에서 열린 팔레스타인 회담에서는 예리코 회담을 지지하며, 하심가를 중심으로 요르단강의 양안을 통일하자고 주장하였다. 이 중 라말라 회담은 압둘라 1세가 1948년 12월 26일 직접 참석하기도 했다.
1948년 12월 미국 국무부는 암만 주재 미국 대사에게, 압둘라 1세와 트란스요르단 관계자에게 미국이 예리코 회담의 결의안에 포함된 원칙을 받아들이고, 아랍 팔레스타인이 논리적으로 트란스요르단과 통합되기로 결정하였다고 본다고 전달하라고 지시했다. 1949년 1월 31일 미국은 트란스요르단과 이스라엘의 실질적 승인을 연장했다. 1950년 국무부의 요르단 보고서에서는 압둘라 1세가 팔레스타인 중부를 합병하기 위한 절차를 밟고 있다고 밝혔으며, 팔레스타인 중부를 요르단에 합병하기 위한 요르단 의회의 결의안에 대해 기술하였다. 또한 보고서에서는 미국이 영국 및 프랑스 외무장관에게 비밀리에 이 행위를 승인했으며, "국민의 자유로운 의사 표현의 결과로서 나타난 논리적 발전을 대변한다"고 언급했다는 내용도 담겼다. 미국이 고려하던 중요한 문제는 이스라엘과 요르단 간 평화롭고 우호적인 관계를 구축하는 것과, 아랍 팔레스타인의 거주민과 난민을 정치적 및 경제적으로 요르단에 흡수하는 것이었다.

### 반대
아랍 연맹은 예리코 회담을 비판했으며, 시리아 언론은 자결권의 위반이라고 보도하기도 했다. 이라크 총리 누리 알사이드는 압둘라 1세에게 합병을 미루라고 요청했으며, 실제로 합병을 1년 반 가량 미루는 성과를 거두었다. 아민 알 후세이니는 압둘라 1세의 조치가 완전한 무효이며, 압둘라 1세를 보이콧하자고 주장하였으나, 후세이니의 목소리는 무시되었다.

## 통일
라말라와 예루살렘의 주요 인물들은 압둘라 1세에게 '백지수표'를 주는 것을 꺼려했다. 압둘라 1세를 군주로 인정하는 것 자체에는 동의하였지만, 팔레스타인 전체의 영유권 주장을 버리지 않았으며, 분단을 확정하는 압둘라 1세의 정책에는 거부를 드러냈다.
트란스요르단 정부는 점차적으로 공무원의 월급을 지급하고 지방 관리자를 요르단 왕국으로 흡수하는 등 서안 지구의 행정 기능을 떠맡았다. 1949년 2월 요르단은 국적법을 개정하여, 모든 팔레스타인인에게 요르단 시민권을 부여하였다.

## 같이 보기
- 전팔레스타인 보호국
- 요르단의 서안 지구 합병